# Школа Камондо
Школа Камондо (фр. École Camondo) — частная высшая школа дизайна объектов среды обитания и интерьера в Париже, Франция, названная в честь династии Камондо.

## История
Школа Камондо, изначально носившая название «Центр искусства и техники» (фр. Centre d'Art et de Techniques), открылась в 1944 году. Изначально она принимала 15 учеников в год, по итогам устного экзамена.

## Обучение
В настоящее время курс обучения — 5 лет. Школа имеет сертификат французского государства. Специальность «архитектор-дизайнер интерьера» занесена в Государственный каталог профессионального образования (постановление от 16 февраля 2006 года).
Основное здание находится на бульваре Распай, в 2019 году открылся филиал на улице Тулон.

## Знаменитые выпускники
- Пьер Полен (Pierre Paulin), дизайнер
- Жан-Мишель Вильмотт, архитектор и дизайнер
- Патрик Рубен (Patrick Rubin), архитектор
- Филипп Старк, дизайнер
- Чан Ны Йен Кхе (Yên Khê Luguern), актриса, художник по костюмам и декоратор, вьетнамского происхождения